# Volksbank Westerstede
Die Volksbank Westerstede eG ist eine deutsche Genossenschaftsbank mit Sitz in der niedersächsischen Kreisstadt Westerstede im Landkreis Ammerland.

## Geschichte
Die heutige Volksbank Westerstede eG wurde am 2. Februar 1899 als Spar- und Darlehnskasse eGmuH Westerstede in Westerstede gegründet. Im Jahr 1920 erfolgte die Umbenennung in Westersteder Bank eGmuH sowie 1973 die Umbenennung der Bank in Volksbank Westerstede eG. 
Im Jahr 1994 erfolgte die bisher letzte Fusion mit der Raiffeisenbank Halsbek-Linswege eG mit dem Sitz in Halsbek. Diese wiederum entstand im Jahr 1977 durch die Fusion der Raiffeisenbank Halsbek eG mit der Raiffeisenbank Linswege eG mit dem Sitz in Linswege.
Weitere geschichtliche Ereignisse fanden wir folgt statt:
| 1920      | Gründung der Bankstelle Ocholt                                                            |
| 1930–1940 | Kauf und Bebauung des Ahmelschen Grundstücks mit dem neuen Bankgebäude                    |
| 1969      | Erwerb des Athing´schen Hauses und damit Erweiterung des Parkplatzangebots in Westerstede |
| 1987      | Einweihung der Bankstelle im Kreiskrankenhaus                                             |
| 1990–1992 | Einrichtung von Selbstbedienungsbereichen in Westerstede und Ocholt                       |
| 2006      | Einrichtung einer GAA-Außenstelle im neuen Familia-Center in Westerstede                  |

## Rechtsverhältnisse
Die Volksbank Westerstede eG ist im Genossenschaftsregister beim Amtsgericht Oldenburg (Oldenburg) unter GnR 120002 eingetragen.

## Organisationsstruktur
Rechtsgrundlagen sind das Genossenschaftsgesetz und die durch die Vertreterversammlung beschlossene Satzung. Organe der Bank sind der Vorstand, der Aufsichtsrat und die Vertreterversammlung. Das höchste Organ ist die Vertreterversammlung. Sie wählt den Aufsichtsrat, der ernennt den Vorstand. Der Genossenschaftsverband Weser Ems e.V. hat die Funktion des Regionalprüfungsverbandes.

## Sicherungseinrichtung
Die Volksbank Westerstede eG ist der amtlich anerkannten Sicherungseinrichtung des Bundesverbandes der Deutschen Volksbanken und Raiffeisenbanken GmbH und der zusätzlichen freiwilligen Sicherungseinrichtung des Bundesverbandes der Deutschen Volksbanken und Raiffeisenbanken e.V. angeschlossen.

## Geschäftsausrichtung
Die Volksbank Westerstede eG betreibt das Universalbankgeschäft. Im Verbundgeschäft arbeitet sie mit der DZ Bank, R+V Versicherung, Bausparkasse Schwäbisch Hall, Teambank, VR Leasing, DZ Hyp und der Union Investment zusammen.

## Geschäftsgebiet
Das Geschäftsgebiet liegt im Nordwesten des Landkreises Ammerland. 
An diesen Orten betreibt die Bank Filialen:
- Westerstede (Hauptstelle, jur. Sitz)
- Ocholt (Geschäftsstelle)